# Konan, Shiga

Konan (湖南市 Konan-shi?) este un municipiu din Japonia, prefectura Shiga.